# Manuel Ferreira da Rocha
Manuel Ferreira da Rocha (1885 — 1951) foi um oficial da Marinha de Guerra Portuguesa, administrador colonial e político que, entre outras funções de relevo, foi deputado ao Congresso da República e Ministro das Colónias no 26.º governo republicano, presidido por António Granjo, em funções de 19 de julho a 20 de novembro de 1920, e novamente no 31.º governo republicano, também presidido por António Granjo, em funções de 30 de agosto a 19 de outubro de 1921. No seu primeiro mandato foi aprovada no parlamento, a 7 de agosto de 1920, uma nova lei de autonomia administrativa das colónias e foi publicado o Decreto n.º 7151, de 19 de novembro de 1920 aplica aos indígenas das colónias que adoptassem um modo de vida civilizado os direitos civis dos europeus.

## Biografia
Oficial da Armada, da classe de administração naval, Manuel Ferreira da Rocha chegou a Macau no posto de comissário de 3.ª classe do quadro dos oficiais de administração naval em comissão de serviço como inspetor de fazenda. Como elemento da administração de Macau, o seu percurso passou pela secretaria governamental da colónia, da qual chegou a ser responsável. Na qualidade de secretário geral ocupou interinamente a chefia do governo colonial (de 5 de setembro de 1916 a 21 de junho de 1917), depois do governador efetivo José Carlos da Maia ter partido de Macau. Em 1919 foi eleito deputado pela colónia de Macau ao Congresso da República. Além de outros cargos e comissões, integrou o Conselho Colonial e foi duas vezes ministro das Colónias, entre julho e novembro de 1920 e entre agosto e outubro de 1921, em governos presididos por António Granjo.
Manuel Ferreira da Rocha tinha estado, desde há muito, ligado às questões administrativas de Macau, onde fora secretário geral e, como tal, responsável pelo governo, nas ausências do governador. Eleito deputado ao Congresso da República pelo círculo eleitoral de Macau em maio de 1919, no posto de capitão-tenente tornou-se Ministro das Colónias no 26.º governo republicano, presidido por António Granjo, em funções de 19 de julho a 20 de novembro de 1920, e novamente no 31.º governo republicano, em 30 de agosto de 1921 e por um curto período até à noite sangrenta de 19 de outubro de 1921, novamente num ministério presidido do republicano liberal António Granjo. 
Primeiro como deputado relator do projeto de lei e depois como Ministro das Colónias desenvolveu esforços visando a aprovação das novas bases de administração colonial, o que conseguiu em 1920, assim para a reforma do Ministério das Colónias, segundo um modelo então considerado mais eficiente. Dos seus esforços como deputado resultou a publicação, a 10 de maio de 1919, de um conjunto de decretos que implicavam alterações na administração portuguesa, determinando a reposição em vigor das cartas orgânicas e criando os Altos Comissários em Angola e Moçambique. O processo de reforma colonial foi concluído durante o seu primeiro mandato como Ministro das Colónias com a publicação da Lei n.º 1005, de 7 de agosto 1920, e as consequentes novas leis orgânicas das colónias. A Lei n.º 1022, de 20 de agosto de 1920, conhecida por legislação Ferreira da Rocha, regulou o funcionamento dos Conselhos Legislativos das colónias e a escolha e atribuìções dos Altos Comissários e as suas relações com o Governo da República.